# Rio Dălghiu
O Rio Dălghiu é um rio da Romênia, afluente do Buzău, localizado no distrito de Braşov.